# Сорокіна Валентина Мефодіївна
Сорокіна Валентина Мефодіївна (9 квітня 1940, Уфа) — російський мистецтвознавець, Заслужений працівник культури Республіки Башкортостан (1995), Головний зберігач Башкирського державного художнього музею імені М. В. Нестерова, автор монографічних видань про творчість художників Башкортостану, численних публікацій в енциклопедіях, пресі.

## Біографія
Сорокіна Валентина Мефодіївна народилася 9 квітня 1940 року в Уфі в робітничій сім'ї. Мати, Зоя Дмитрівна Треньхіна (Теребілова) юною дівчиною виїхала з села на будівництво Магнітогорського металургійного комбінату. На будівництві зустріла майбутнього чоловіка, Мефодія Артемійовича Теребілова. Він і відвіз дружину в Уфу. Там сім'я жила, виховуючи двох дітей: Юрія та Валентину. Сам батько, Теребілов Мефодій Артемович, родом з України. Його родину було розкуркулено і переїхала жити в Белебей (Башкортостан). У Белебії він влаштувався працювати закупником в Торгсин. Їздив по селах, змінюючи речі та продукти на золото і коштовності. Батьки оселилися в Уфі на Цесовській горі (вул. Ш. Руставелі) в розпал будівництва нової промзони. Мефодій Артемович в 1940 році воював на Радянсько-фінській війні, потім на фронтах Радянсько-німецької війни. Майже 10 років діти росли без батька.
У 60-ті роки, після закінчення школи, Валентина Мефодіївна працювала викладачем в Уфі у Дитячій художній школі № 1 імені А. Кузнєцова, яка тільки відкрилася. Викладала Історію мистецтв. Потім, до 1967 року, навчалася на факультеті теорії та історії мистецтва Ленінградського інституту живопису,
скульптури і архітектури імені І. Ю. Рєпіна (нині — Санкт-Петербурзький державний академічний).
З 1968 року працює Головним зберігачем Башкирського державного художнього музею імені М. В. Нестерова. З 2010 року — заступник директора музею з обліково-зберігальної роботі.
Нині живе і працює в Уфі. Мистецтвознавець. Заслужений працівник культури Республіки Башкортостан (1995).
Член Спілки художників СРСР (РФ) з 1989 року. Член науково-редакційної ради наукового видавництва «Башкирська енциклопедія».
Брат Валентини Мефодіївни, Ракша Юрій Михайлович (Теребілов) (02.12.1937 — 01.09.1980) — відомий радянський живописець.
Валентина Мефодіївна — автор понад 150 наукових робіт, включаючи альбоми і каталоги виставок.

## Виставки
З 1974 року — учасник республіканських, зональних, регіональних та всеросійських виставок (у розділі «Мистецтвознавство»).